# Майкл Джозеф Раян (лікар)
Майкл Джозеф Раян (англ. Michael Joseph Ryan, нар. 1965, Слайго) — ірландський епідеміолог, у минулому хірург-травматолог, який спеціалізується на інфекційних хворобах та громадському здоров'ї. Він є виконавчим директором Програми Всесвітньої організації охорони здоров'я з надзвичайних ситуацій у сфері охорони здоров'я, та очолює групу, відповідальну за стримування та лікування COVID-19 у всому світі. Раян обіймав керівні посади та працював у різних групах реагування на спалахи на місцях, щоб припинити поширення низки інфекційних хвороб, включаючи бацилярну дизентерію, холеру, Крим-Конго геморагічну гарячку, гарячку Ебола, гарячки Марбург, кору, менінгіту, поворотного тифу, гарячки Рифт Валлі, SARS та шигельозу.

## Ранні роки життя і навчання
Майк Раян родом з містечка Каррі, поблизу Табберкаррі, в графстві Слайго в Ірландії. Він виріс у містечку Чарльзтаун у графстві Мейо. Його батько працював моряком торгового флоту.
Майкл Джозеф Раян навчався на медичному факультеті в Національному університеті Ірландії в Голвеї. Пізніше він отримав спеціалізацію з ортопедії в Шотландії. Раян отримав ступінь магістра громадської охорони здоров'я (1992) в університетському коледжі Дубліна. Пізніше він пройшов спеціалізовану підготовку з боротьби з інфекційними захворюваннями, охорони здоров'я та інфекційних захворювань в Агентстві охорони здоров'я в Лондоні. Раян також закінчив Європейську програму навчання інтервенційній епідеміології.
У 2021 році Раян був нагороджений званням випускника року університетського коледжу Дубліна у галузі охорони здоров'я та сільськогосподарських наук.

## Кар'єра

### Початок кар'єри
У липні 1990 року Раян переїхав до Іраку разом зі своєю дівчиною, яка пізніше стала дружиною, щоб навчати іракських лікарів. Невдовзі після його прибуття відбулося вторгнення до Кувейту, що призупинило його роботу і означало, що він і його дружина були змушені працювати лікарями в полоні, й часто працювали під примусом. Військовий конвой збив автомобіль, у якому був Раян, з дороги, при цьому в Раяна розтрощилось кілька хребців. Зрештою Раяну та його дружині дозволили покинути Ірак через їхні травми. Важка травма спини не дозволяла Раяну працювати хірургом. Він перейшов на роботу в галузі громадської охорони здоров'я та інфекційних захворювань.
Раян також працював із Фондом Білла і Мелінди Гейтс у рамках їх заходів з викорінення інфекційних захворювань в Африці.

### Кар'єра в ВООЗ
У 1996 році Раян розпочав працювати у Всесвітній організації охорони здоров'я в нещодавно відкритому відділі, який займався епідеміями та інфекційними захворюваннями під керівництвом експерта з інфекційних захворювань Девіда Л. Геймана. Він розробив рекомендації щодо заходів на спалах кору як частину команди Розширеної програми імунізації (EPI), яка впроваджувала спостереження за гострим млявим паралічем, що було частиною заходів з ліквідації поліомієліту.
З 2000 по 2003 рік Раян був координатором відділу розробки заходів на епідемії у ВООЗ. У 2001 році він перебував в Уганді, де очолював групу міжнародних експертів, які брали участь у стримуванні епідемії гарячки Ебола. Протягом цього часу він був у зонах конфлікту, зокрема в Демократичній Республіці Конго, де на працівників гуманітарних організацій часто нападали та вбивали. У 2003 році він також працював оперативним координатором з боротьби зі спалахом SARS.
З 2005 по 2011 рік Раян був директором глобального оповіщення та реагування ВООЗ. Протягом цього часу він працював над розробкою Центру стратегічних операцій у сфері охорони здоров'я ВООЗ та системи управління подіями. Також Раян працював над впровадженням Міжнародних медико-санітарних правил (ММСП), серед інших обов'язків, пов'язаних з інфекційними захворюваннями та екстреним реагуванням на патогени та епідемії.
У 2011 році Раян залишив ВООЗ і повернувся до Голвея в Ірландії, та пізніше працював у Глобальній ініціативі з ліквідації поліомієліту у Пакистані, Афганістані та на Близькому Сході, де він працював до 2017 року та знову повернувся до ВООЗ.
У перші дні епідемії гарячки Ебола Раян був польовим епідеміологом, польовим координатором, оперативним координатором або директором під час більшості спалахів Еболи в Африці. З 2014 по 2015 рік він обіймав посаду старшого радника Місії ООН з екстреного реагування на гарячку Ебола (UNMEER) у Західній Африці, та працював на місцях у Гвінеї, Ліберії та Сьєрра-Леоне.
З 2013 по 2017 рік Раян працював на Близькому Сході старшим радником з ліквідації поліомієліту та надзвичайних ситуацій у Глобальній ініціативі з ліквідації поліомієліту (GPEI) Всесвітньої організації охорони здоров'я. Метою роботи місії було викорінити поліомієліт у Пакистані та Афганістані. Він координував оперативну та технічну підтримку діяльності з розробки заходів на спалах поліомієліту в регіоні, який включав Сирію та Ірак. У 2014 році генеральний директор ВООЗ Маргарет Чен призначила Раяна в Консультативну групу ВООЗ із розробки заходів проти гарячки Ебола, співголовами якої були Сем Зарамба та Девід Л. Гейманн. Протягом цього часу Раян базувався в Ісламабаді в Національному оперативному центрі з надзвичайних ситуацій Пакистану, де він підтримував зв'язок з урядом Пакистану.
З 2017 по 2019 рік Раян обіймав посаду помічника генерального директора ВООЗ з питань готовності до надзвичайних ситуацій і заходів у програмі ВООЗ з надзвичайних ситуацій у сфері охорони здоров'я. У 2019 році він був одним із авторів Глобального звіту про готовність для Ради з моніторингу глобальної готовності (GPMB).
У 2019 році Раян став виконавчим директором Програми Всесвітньої організації охорони здоров'я з надзвичайних ситуацій у сфері охорони здоров'я, замінивши Пітера Саламу під час внутрішніх перестановок. Він зробив настанови за допомогою попередньо записаного відео учасникам тренувань щодо готовності до пандемії «Event 201», проведених у жовтні 2019 року Центром безпеки охорони здоров'я Джонса Гопкінса, Фондом Білла і Мелінди Гейтс та Всесвітнім економічним форумом.
У рамках своєї роботи у Всесвітній організації охорони здоров'я Раян з'являвся на регулярних прес-конференціях ВООЗ щодо пандемії COVID-19. Він давав відповіді на поширені запитання щодо стратегій боротьби з пандемією COVID-19 і пошуку вакцини. Спираючись на свій досвід у Демократичній Республіці Конго з гарячкою Ебола, Раян сказав, що хоча фізичне дистанціювання, карантинні заходи та обмеження пересування зупинять поширення COVID-19, викорінення вірусу вимагатиме широкомасштабних втручань у сфері охорони здоров'я із зосередженням на основних принципах стримування: нагляд на рівні громади, відстеження контактів, ізоляція та карантин.
З 2022 року Раян очолив Технічну консультативну групу спільного Фонду боротьби з пандемією Світового банку та ВООЗ.
Окрім діяльності у ВООЗ, Раян працював професором міжнародного здоров'я в Університетському коледжі Дубліна. Він викладав і читав лекції з медицини та охорони здоров'я на рівні бакалаврату та аспірантури.

## Інші види діяльності
- Коаліція з питань інновацій для готовності до епідемій, член правління без права голосу (з 2023 року)[19]
- Глобальна мережа оповіщення та реагування на спалахи захворювань (GOARN), член-засновник[5][3]
- Неформальна консультативна група із заходів проти хвороби, яку спричинює вірус Ебола, член[5]
- Програми ВООЗ з надзвичайних ситуацій у сфері охорони здоров'я, Незалежний наглядовий і консультативний комітет (2016—2017)[5]

## Визнання
5 січня 2022 року Раян отримав нагороду від президента Ірландії Майкла Гіґґінса в президентському палаці на знак визнання його «величезних заслуг для глобальної громадської охорони здоров'я протягом кількох десятиліть».

## Особисте життя
У 1988 році Райан познайомився зі своєю майбутньою дружиною Мейр Конноллі в медичній школі в Голвеї. Вони одружилися в 1997 році. Його дружина також є лікарем, яка також спеціалізувалася в інфекційних захворюваннях, а також працювала у Всесвітній організації охорони здоров'я. Вона є професором охорони здоров'я та інфекційних захворювань у Національному університеті Ірландії в Голвеї. У пари є троє дітей.
Майкл Раян живе в швейцарському місті Женева.

## Вибрані праці та публікації
- Grein, Thomas (квітень 2000). Rumors of Disease in the Global Village: Outbreak Verification. Emerging Infectious Diseases. 6 (2): 97—102. doi:10.3201/EID0602.000201. PMC 2640857. PMID 10756142. (англ.)
- McNabb, Scott JN; Chungong, Stella; Ryan, Mike; Wuhib, Tadesse; Nsubuga, Peter; Alemu, Wondi; Carande-Kulis, Vilma; Rodier, Guenael (29 січня 2002). Conceptual framework of public health surveillance and action and its application in health sector reform. BMC Public Health. 2 (1): 2. doi:10.1186/1471-2458-2-2. PMC 65598. PMID 11846889.{{cite journal}}:  Обслуговування CS1: Сторінки із непозначеним DOI з безкоштовним доступом (посилання) (англ.)
- Woods, Christopher W. (лютий 2002). An Outbreak of Rift Valley Fever in Northeastern Kenya, 1997–98. Emerging Infectious Diseases. 8 (2): 138—144. doi:10.3201/EID0802.010023. PMC 2732454. PMID 11897064. (англ.)
- Roth, C. E. (22 лютого 2003). WHO advocates investment in global infrastructure for outbreaks such as smallpox. BMJ. 326 (7386): 447. doi:10.1136/BMJ.326.7386.447. PMC 1125323. PMID 12595391. (англ.)
- Guerin, Philippe J; Brasher, Christopher; Baron, Emmanuel; Mic, Daniel; Grimont, Francine; Ryan, Mike; Aavitsland, Preben; Legros, Dominique (серпень 2003). Shigella dysenteriae serotype 1 in west Africa: intervention strategy for an outbreak in Sierra Leone. The Lancet. 362 (9385): 705—706. doi:10.1016/S0140-6736(03)14227-4. PMID 12957094. (англ.)
- Connolly, Máire A; Gayer, Michelle; Ryan, Michael J; Salama, Peter; Spiegel, Paul; Heymann, David L (листопад 2004). Communicable diseases in complex emergencies: impact and challenges (PDF). The Lancet. 364 (9449): 1974—1983. doi:10.1016/S0140-6736(04)17481-3. PMID 15567014. Архів оригіналу (PDF) за 26 червня 2006. (англ.)
- Mackenzie, John S.; Drury, Patrick; Arthur, Ray R.; Ryan, Michael J.; Grein, Thomas; Slattery, Raphael; Suri, Sameera; Domingo, Christine Tiffany; Bejtullahu, Armand (4 вересня 2014). The Global Outbreak Alert and Response Network. Global Public Health. 9 (9): 1023—1039. doi:10.1080/17441692.2014.951870. PMC 4205922. PMID 25186571. (англ.)
- Heymann, David L; Rodier, Guenael R; Ryan, Michael J (травень 2015). Ebola vaccines: keep the clinical trial protocols on the shelf and ready to roll out. The Lancet. 385 (9980): 1913—1915. doi:10.1016/S0140-6736(15)60645-6. PMC 7133714. PMID 25843891. (англ.)
- Mbaeyi, Chukwuma; Ryan, Michael J.; Smith, Philip; Mahamud, Abdirahman; Farag, Noha; Haithami, Salah; Sharaf, Magdi; Jorba, Jaume C.; Ehrhardt, Derek (3 березня 2017). Response to a Large Polio Outbreak in a Setting of Conflict — Middle East, 2013–2015. MMWR. Morbidity and Mortality Weekly Report. 66 (8): 227—231. doi:10.15585/MMWR.MM6608A6. PMC 5657899. PMID 28253229. (англ.)
- Mercer, Laina D.; Safdar, Rana M.; Ahmed, Jamal; Mahamud, Abdirahman; Khan, M. Muzaffar; Gerber, Sue; O’Leary, Aiden; Ryan, Mike; Salet, Frank; Kroiss, Steve J.; Lyons, Hil; Upfill-Brown, Alexander; Chabot-Couture, Guillaume (11 жовтня 2017). Spatial model for risk prediction and sub-national prioritization to aid poliovirus eradication in Pakistan. BMC Medicine. 15 (1): 180. doi:10.1186/S12916-017-0941-2. PMC 5635525. PMID 29017491.{{cite journal}}:  Обслуговування CS1: Сторінки із непозначеним DOI з безкоштовним доступом (посилання) (англ.)
- Barry, Ahmadou; Ahuka-Mundeke, Steve; Ali Ahmed, Yahaya; Allarangar, Yokouide; Anoko, Julienne; Archer, Brett Nicholas; Aruna Abedi, Aaron; Bagaria, Jayshree; Belizaire, Marie Roseline Darnycka; Bhatia, Sangeeta; Bokenge, Théophile; Bruni, Emanuele; Cori, Anne; Dabire, Ernest; Diallo, Amadou Mouctar; Diallo, Boubacar; Donnelly, Christl Ann; Dorigatti, Ilaria; Dorji, Tshewang Choden; Escobar Corado Waeber, Aura Rocio; Fall, Ibrahima Socé; Ferguson, Neil M; FitzJohn, Richard Gareth; Folefack Tengomo, Gervais Leon; Formenty, Pierre Bernard Henri; Forna, Alpha; Fortin, Anne; Garske, Tini; Gaythorpe, Katy AM; Gurry, Celine; Hamblion, Esther; Harouna Djingarey, Mamoudou; Haskew, Christopher; Hugonnet, Stéphane Alexandre Louis; Imai, Natsuko; Impouma, Benido; Kabongo, Guylain; Kalenga, Oly Ilunga; Kibangou, Emerencienne; Lee, Theresa Min-Hyung; Lukoya, Charles Okot; Ly, Ousmane; Makiala-Mandanda, Sheila; Mamba, Augustin; Mbala-Kingebeni, Placide; Mboussou, Franck Fortune Roland; Mlanda, Tamayi; Mondonge Makuma, Vital; Morgan, Oliver; Mujinga Mulumba, Anastasie; Mukadi Kakoni, Patrick; Mukadi-Bamuleka, Daniel; Muyembe, Jean-Jaques; Bathé, Ndjoloko Tambwe; Ndumbi Ngamala, Patricia; Ngom, Roland; Ngoy, Guillaume; Nouvellet, Pierre; Nsio, Justus; Ousman, Kevin Babila; Peron, Emilie; Polonsky, Jonathan Aaron; Ryan, Michael J.; Touré, Alhassane; Towner, Rodney; Tshapenda, Gaston; Van De Weerdt, Reinhilde; Van Kerkhove, Maria; Wendland, Annika; Yao, N'Da Konan Michel; Yoti, Zabulon; Yuma, Etienne; Kalambayi Kabamba, Guy; Lukwesa Mwati, Jean de Dieu; Mbuy, Gisele; Lubula, Leopold; Mutombo, Anny; Mavila, Oscar; Lay, Yyonne; Kitenge, Emma (липень 2018). Outbreak of Ebola virus disease in the Democratic Republic of the Congo, April–May, 2018: an epidemiological study (PDF). The Lancet. 392 (10143): 213—221. doi:10.1016/S0140-6736(18)31387-4ee. PMID 30047375. (англ.)